# Blang Ara (Kuta Makmur)
Blang Ara is een bestuurslaag in het regentschap Aceh Utara van de provincie Atjeh, Indonesië. Blang Ara telt 416 inwoners (volkstelling 2010).